# Ormosia lanuginosa
Ormosia lanuginosa là một loài ruồi trong họ Limoniidae. Chúng phân bố ở miền Tân bắc.